# Нове Гожицько
Нове Гожицько (пол. Nowe Gorzycko, нім. Neugörzig) — село в Польщі, у гміні Пщев Мендзижецького повіту Любуського воєводства.
Населення — 348 осіб (2011).
У 1975-1998 роках село належало до Гожовського воєводства.

## Демографія
Демографічна структура станом на 31 березня 2011 року:
|          | Загалом | Допрацездатний вік | Працездатний вік | Постпрацездатний вік |
| -------- | ------- | ------------------ | ---------------- | -------------------- |
| Чоловіки | 185     | 44                 | 127              | 14                   |
| Жінки    | 163     | 37                 | 100              | 26                   |
| Разом    | 348     | 81                 | 227              | 40                   |